# Júnior (cantor filipino)
Antonio Morales Barretto (Manila, 10 de setembro de 1943 — Torrelodones, 15 de abril de 2014), conhecido artisticamente por Júnior, foi um cantor e ator filipino radicado na Espanha.

## Biografia

### Infância e mudança para a Espanha
Mais velho dos cinco filhos de Antonio Morales Majó e Carmen Barretto Valdés, Júnior (como preferia ser chamado para diferenciar de seu pai, que tinha o mesmo nome) nasceu em Manila, capital das Filipinas, quando o país ainda era ocupado pelo Japão antes do final da Segunda Guerra Mundial. Aos 15 anos, juntamente com sua família, mudou-se para Barcelona, na Espanha, e mais tarde fixou residência em Madri.
Durante um ano, chegou a jogar em uma equipe amadora da capital espanhola, mas, percebendo que não teria capacidade para ser jogador de futebol, abandonou o esporte.

### Carreira
Em 1958, Júnior inicia sua carreira artística, integrando o grupo Jump, pioneiro em terras espanholas devido à introdução de guitarras elétricas.
Pouco depois, junta-se ao grupo Los Pekenikes para ser o vocalista. Eles gravariam três discos antes de Júnior deixar a banda para, juntamente com Juan Pardo, formar o conjunto musical Los Brincos. Miguel e Ricky, irmãos de Júnior, também integraram a banda.
Integrou ainda a dupla Juan y Junior, também tendo Juan Pardo como parceiro musical. Separaram-se dois anos depois, e Júnior seguiria carreira-solo a partir de então, fazendo sua estreia no cinema em 1969, com o filme "Me enveneno de azules".
Seu maior sucesso como cantor foi "Excuse Me", gravada em 1974 e composta pelo próprio Júnior e por Simon Napier-Bell. A música foi gravada em inglês, obtendo êxito apenas no Brasil, onde era frequente artistas brasileiros interpretarem canções nesta língua, como Morris Albert, Chrystian (da dupla Chrystian & Ralf), Dave Maclean, Fábio Júnior (Mark Davis), Jessé (Tony Stevens), entre outros. Além de "Excuse Me", outra música do filipino obteria sucesso nas rádios brasileiras: "Give A Second Chance", que integrou a trilha sonora internacional de Anjo Mau (versão de 1976).
No único LP de Júnior lançado no Brasil, também em 1976, a música "Morning" era uma versão em inglês de A Noite do Meu Bem, de Dolores Duran.
Durante a década de 70, o repertório musical de Júnior variou bastante, inclusive tendo gravado uma versão de "Fool On The Hill", de John Lennon e Paul McCartney. Porém, interrompeu a carreira em 1979 para dedicar aos filhos e a carreira de sua esposa, a também cantora Rocío Durcal, com quem havia se casado em janeiro de 1970. No mesmo ano voltaria às Filipinas para gravar três discos em tagalo.

## Vida pessoal
Casado com Rocío Durcal desde 1970, Júnior viveria momentos difíceis a partir de 2006, quando sua esposa morreu vítima de câncer, rodeada pelos três filhos, Antonio, Shaila (ambos cantores) e Carmen (atriz). Em 2007, Antonio Morales, pai do cantor, morreu aos 92 anos, vitimado por uma anemia, enquanto que Carmen Morales viria a falecer em março de 2012, aos 97 anos de idade.
As sobrinhas de Júnior, Gretchen, Claudine e Marjorie, dedicam-se à carreira de atriz. Elas são filhas de Miguel, primo materno do cantor.

## Polêmica
Em 2008, uma rivalidade entre Rocío Durcal e o cantor mexicano Juan Gabriel (falecido em 2016) foi publicada por uma revista, que posteriormente foi desmentida. Inclusive foi citada uma suposta relação homossexual vivida por Juan e Júnior, mas que também acabaria sendo apenas uma notícia falsa.

## Morte
Júnior morreu em 15 de abril de 2014, em Torrelodones, município localizado a noroeste de Madri, aos 70 anos. O corpo do cantor e ator, estendido no chão de seu quarto, foi encontrado por um jardineiro, a pedido de Carmen, filha de Júnior (ela não havia conseguido receber nenhum telefonema de seu pai). A autópsia descobriu que a causa da morte foi natural, embora não fosse descartada a hipótese de um infarto agudo do miocárdio. Seu corpo foi cremado e, desde então, as cinzas permanecem na casa do cantor.

## Links
- Lafonoteca: Grupos de música española (em castelhano)
- Júnior. no IMDb.